# Albrecht Schuch

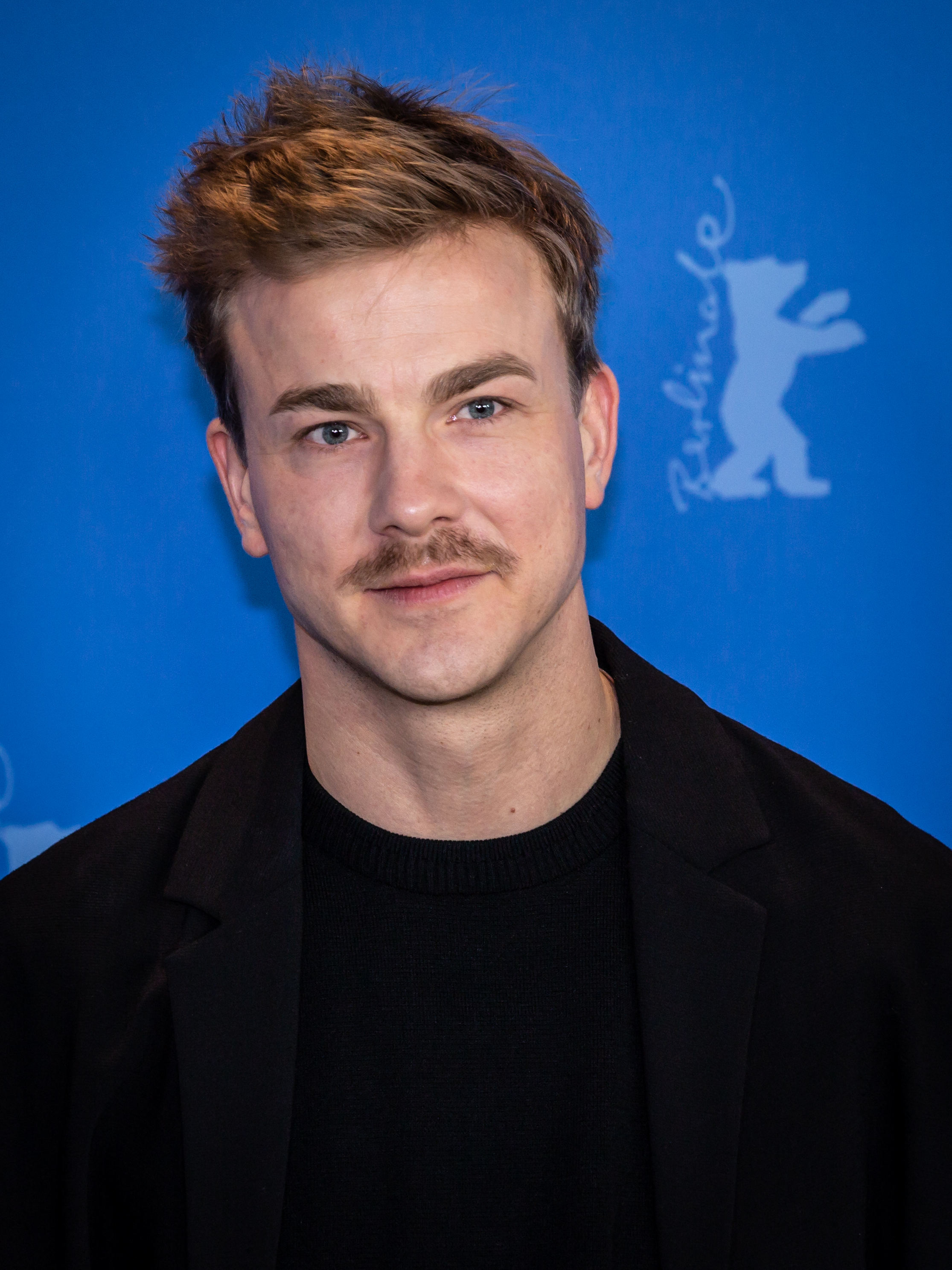
Albrecht Schuch, 2019

Albrecht Abraham Schuch (* 21. August 1985 in Jena) ist ein deutscher Schauspieler.

## Leben
Albrecht Schuch wuchs in Jena als Sohn einer Ärztin und eines Psychiaters auf. Er spielt seit 2001 Theater. Seine Schauspielausbildung absolvierte er von 2006 bis 2010 an der Hochschule für Musik und Theater „Felix Mendelssohn Bartholdy“ Leipzig. Mit der Spielzeit 2010/2011 ist Schuch festes Ensemblemitglied des Maxim-Gorki-Theaters in Berlin.
Seit Ende der 2000er-Jahre trat Schuch auch in über 20 Film- und Fernsehproduktionen in Erscheinung. Einem größeren Publikum wurde er durch die Hauptrolle des Anti-Aggressions-Trainers eines 9-jährigen Mädchens in Systemsprenger (2019) und der Nebenrolle des Psychopathen Reinhold in Berlin Alexanderplatz (2020) bekannt. Bei der Verleihung des Deutschen Filmpreises 2020 wurden ihm beide Darstellerpreise zuerkannt. An diesen Erfolg anknüpfen konnte er mit der Titelrolle in Andreas Kleinerts Filmbiografie Lieber Thomas (2021). Seine Darstellung des Thomas Brasch brachte ihm den Bayerischen Filmpreis und erneut den Deutschen Filmpreis ein.
Im Jahr 2023 wurde er für die Nebenrolle des Stanislaus Katczinsky in Edward Bergers Kriegsdrama Im Westen nichts Neues für den British Academy Film Award nominiert und gewann seinen vierten Deutschen Filmpreis.
Albrecht Schuch lebt in Berlin-Neukölln. Seine Schwester Karoline Schuch ist ebenfalls Schauspielerin.

## Filmografie (Auswahl)
- 2008: Lila, Lila
- 2009: Polizeiruf 110: Schatten (Fernsehreihe)
- 2009: Bei uns um die Ecke
- 2009: Tatort: Falsches Leben (Fernsehreihe)
- 2010: Neue Vahr Süd
- 2010: Der Alte – Folge 345: Ende der Schonzeit
- 2010: Zwillinge
- 2011: Westwind
- 2012: Die Vermessung der Welt
- 2013: Tatort: Allmächtig
- 2014: Die Fahnderin
- 2015: Tatort: Schwerelos
- 2016: Die Pfeiler der Macht
- 2016: Die Täter – Heute ist nicht alle Tage (dreiteiliges Filmprojekt Mitten in Deutschland: NSU)
- 2016: Paula
- 2018: Atlas
- 2017: Verräter – Tod am Meer
- 2018–2020: Bad Banks (Fernsehserie, 12 Folgen)
- 2018: Gladbeck (Fernseh-Zweiteiler)
- 2018: Kruso (Fernsehfilm)
- 2018: Der Polizist und das Mädchen
- 2019: Systemsprenger
- 2020: Berlin Alexanderplatz
- 2021: Fabian oder Der Gang vor die Hunde
- 2021: Schachnovelle
- 2021: Lieber Thomas
- 2022: Im Westen nichts Neues
- 2022: Funeral for a dog
- 2022: Die stillen Trabanten
- 2023: 15 Jahre
- 2024: Pfau
- 2025: Stiller

## Hörspiele (Auswahl)
- 2019: AUDIO.SPACE.MACHINE von Christian Wittmann und Georg Zeitblom (DLR/NDR/SWR)
- 2023: Der süße Wahn von Patricia Highsmith (2 Teile, NDR/SRF)

## Bühnenrollen (Auswahl)
Rollen am Maxim-Gorki-Theater Berlin
- 2011: als Leon in Madame Bovary, Regie: Nora Schlocker
- 2011: als Vincenzo in Rocco und seine Brüder, Regie: Antú Romero Nunes

Rollen im Burgtheater Wien
- 2013: als Laertes in Hamlet von William Shakespeare, Regie: Andrea Breth
- 2014: als Sekretär in Maria Magdalena, Regie: Michael Thalheimer
- 2016: als Tartuffe in Tartuffe von Moliere

## Auszeichnungen
- 2018: Deutscher Schauspielpreis in der Kategorie Schauspieler in einer Nebenrolle für Gladbeck[4]
- 2018: Deutsche Akademie für Fernsehen: Auszeichnung in der Kategorie Schauspieler–Nebenrolle für Bad Banks
- 2019: Deutscher Fernsehpreis: Auszeichnung in der Kategorie Bester Schauspieler für Gladbeck, Der Polizist und das Mädchen und Kruso[5]
- 2019: Goldene Kamera: Auszeichnung als bester Schauspieler
- 2019: Preis des Saarländischen Rundfunks beim Günter Rohrbach Filmpreis für seine Darstellung in den Filmen Atlas und Systemsprenger
- 2020: Zwei Deutsche Filmpreise für Systemsprenger (Beste männliche Hauptrolle) und Berlin Alexanderplatz (Beste männliche Nebenrolle)
- 2021: International Actors Award des Film Festivals Cologne
- 2022: Bayerischer Filmpreis für Lieber Thomas (Bester Darsteller)
- 2022: Deutscher Filmpreis für Lieber Thomas (Beste männliche Hauptrolle)
- 2023: Deutscher Filmpreis für Im Westen nicht Neues (Beste männliche Nebenrolle)
- 2025: Österreichischer Filmpreis 2025 in der Kategorie Bester männlicher Darsteller  für Pfau – Bin ich echt?[6]